# Fernand Lacroix
Fernand Lacroix CIM (* 16. Oktober 1919 in Québec, Kanada; † 28. Februar 1994) war ein kanadischer Ordensgeistlicher und römisch-katholischer Bischof von Edmundston.

## Leben
Fernand Lacroix trat 1937 in Charlesbourg der Ordensgemeinschaft der Kongregation von Jesus und Maria bei und legte am 8. September 1943 die Profess ab. Er empfing am 10. Februar 1946 durch den Bischof vom Sankt-Lorenz-Golf, Napoléon-Alexandre Labrie CIM, das Sakrament der Priesterweihe. Anschließend wurde Lacroix für weiterführende Studien nach Rom entsandt, wo er ein Lizenziat im Fach Kanonisches Recht erwarb.
Ab 1949 lehrte Fernand Lacroix am Priesterseminar in Charlesbourg. Im Oktober 1950 wurde er Verantwortlicher für Ausbildung der Studenten der Kongregation von Jesus und Maria. Von 1953 bis 1961 lehrte Lacroix am Priesterseminar in Halifax, bevor er Leiter des Scholastikats seines Ordens in Charlesbourg wurde. Ab 19. August 1966 war Fernand Lacroix Generalsuperior der Kongregation von Jesus und Maria.
Am 19. August 1970 ernannte ihn Papst Paul VI. zum Bischof von Edmundston. Der Erzbischof von Moncton, Norbert Robichaud, spendete ihm am 20. Oktober desselben Jahres die Bischofsweihe; Mitkonsekratoren waren der emeritierte Bischof vom Sankt-Lorenz-Golf, Napoléon-Alexandre Labrie CIM, und der Erzbischof von Halifax, James Martin Hayes.
Lacroix trat am 31. Mai 1983 als Bischof von Edmundston zurück.